# Bürgschaft
Bürgschaft (englisch suretyship, französisch cautionnement, niederländisch borgtocht) bedeutet im Rechtswesen und in der Wirtschaft das Einstehen für die Erfüllung der Verbindlichkeit eines anderen. 

## Allgemeines
Der einseitig verpflichtende Vertrag regelt das Rechtsverhältnis des Bürgen gegenüber dem Gläubiger einer Forderung, die zwischen dem Gläubiger und dessen Schuldner (des sogenannten Hauptschuldners) besteht. Der Gläubiger sichert sich durch die Bürgschaft für den Fall der Zahlungsunfähigkeit oder Zahlungsunwilligkeit seines Schuldners ab. Vornehmlich finden sich derartige Verträge im Kreditwesen zwischen Kreditnehmer und dem den Kredit gewährenden Kreditinstitut. Bei der Bürgschaft besteht, wie bei allen Interzessionen, keine Identität zwischen Kreditnehmer und Sicherungsgeber.

## Geschichte
Das Rechtsinstitut der Bürgschaft gab es bereits im babylonischen Recht der Sumerer Mesopotamiens im 3. Jahrtausend vor Christus. Dabei reichte der Bürge dem Gläubiger seine Hand, um seine Bürgschaft zu bekräftigen. Im Falle der Insolvenz des Schuldners musste der Bürge Zahlung für diesen leisten. Die sumerische Lehre des Šuruppak forderte dazu auf: „Du (selbst) sollst keine Bürgschaft leisten“. Der Handschlag galt auch im hebräischen Recht als Beginn der Bürgenhaftung. Das Alte Testament erwähnte die Bürgschaft mehrfach. Im 1. Buch Mose verbürgte sich Juda vor seinem Vater Israel für die Rückkehr Benjamins: „Ich verbürge mich für ihn; aus meiner Hand magst du ihn zurückfordern“ (Gen 43,9 ). Das Buch der Sprichwörter enthält mehrere Warnungen, so etwa von Salomo: „Mein Sohn, wenn du Bürge geworden bist für deinen Nächsten, für einen anderen deine Hand eingeschlagen hast, bist du verstrickt durch die Worte deines Mundes, gefangen durch die Worte deines Mundes“ (Spr 6,1–19 ). Auch warnt er vor der Übernahme einer Bürgschaft: „Wer für einen Fremden bürgt, ist übel daran; wer den Handschlag ablehnt, geht sicher“ (Spr 11,15 ). Jesus Sirach vergleicht: „Ein guter Mann bürgt für seinen Nächsten, aber ein Schamloser lässt ihn im Stich“ (Sir 29,14 ) und weist auch auf die Folgen für den Bürgen hin: „Ein Sünder ruiniert die Güter eines Bürgen und einer von undankbarer Gesinnung lässt seinen Retter im Stich. Eine Bürgschaft hat viele Redliche ruiniert und hat sie umhergeworfen wie eine Welle im Meer; vermögende Männer hat sie heimatlos gemacht und sie sind bei fremden Völkern herumgeirrt“ (Sir 29,16–18 ).
In Griechenland diente die Bürgschaft (griechisch εγγύηση, engýisi) neben dem Pfandrecht (griechisch ενέχυρου, enéchyru) als vielleicht ältestes Geschäft der freiwilligen Haftungsübernahme zur Sicherung. Der im griechischen Wort enthaltene Stamm (griechisch εγγύ) bedeutet „in die Hand“. Dazu schloss der Gläubiger mit dem Bürgen einen Bürgschaftsvertrag ab, wobei der Bürge dafür zu sorgen hatte, dass der Schuldner bei Fälligkeit zahlte. Deshalb benötigte der Bürge über den Schuldner eine auch personenrechtliche „Herrschaftsgewalt“. Es gehörte zu einer verbreiteten Sitte, dass eigene Kaufhelfer sich für den Käufer verbürgten. Die Einrede der Vorausklage war nicht erforderlich.
Das antike römische Recht unterschied drei Bürgschaftsformen, und zwar das Eidversprechen (sogenannte Sponsionsbürgschaft, mit Rechtsschutz aus der lex Publilia de sponsu; aus sponsio), das Treueversprechen (fidepromissio) und die akzessorische Bürgschaft (fideiussio). Die Sponsionsbürgschaft durfte Gaius zufolge nur von römischen Bürgern übernommen werden und enthielt einen promissorischen Eid (Versprechens-Eid), während das aus dem 6. Jahrhundert v. Chr. stammende jüngere Treueversprechen durch Peregrinen, also nicht-römischen Bürgern ohne römisches Bürgerrecht eingegangen werden durfte. Die Sponsionsbürgschaft war sakraler Herkunft, denn der schwörende Bürge verfiel bei Nichterfüllung seines Versprechens als Bestimmter (lateinisch sacer) der Schwurgottheit. Sponsionsbürgschaft und Treueversprechen setzten eine bestehende Hauptschuld aus Stipulation (lateinisch verbum obligatio) voraus. Sie waren akzessorisch auf das daraus bestehende Versprechen und galten als nicht vererbliches, höchstpersönliches Recht. Ein frühkaiserlicher Senatsbeschluss, das Senatus Consultum Velleianum, untersagte die gerichtliche Verhandlung von Darlehens- (mutuum) und Bürgschaftsverpflichtungen, die Frauen für Männer (zumeist Ehemänner) eingegangen waren. Frauen sollten vor Vermögensgefährdungen geschützt werden.
Die beiden erstgenannten Bürgschaftsarten flossen nicht in die justinianische Gesetzgebung ein. Favorisiert wurde das Modell der Koppelung der Bürgschaft an die Schuld statt an ein Leistungsversprechen. Zudem war die „fideiussio“ vererbbar. Sie lautete auf treudienstliche Ermächtigung des Bürgen auf die Hauptschuld. Der Bürge galt als akzessorischer Correalschuldner. Ausweislich der justinianischen Institutionen durfte die Bürgenverpflichtung nicht über die Hauptschuld hinausgehen, die Mitbürgschaft war möglich. Selbst die Einrede der Vorausklage gestand man im Jahre 535 dem Bürgen zu. Bei Inanspruchnahme des Bürgen konnte dieser Aufwendungsersatz vom Schuldner verlangen. Neben diesen auf Geldzahlung ausgerichteten Bürgschaften kannte das alte römische Recht auch die Gestellungsbürgschaft (lateinisch vadimonium, praedes dare), bei welcher der Bürge die Haftung beispielsweise dafür übernahm, den Hauptschuldner zu einer bestimmten Zeit vor Gericht zu stellen oder dessen Haft zu vermeiden. 
Das Wort Bürgschaft tauchte in Deutschland ersichtlich erstmals im Jahre 325 als „Purgisceffi“ auf der Grundlage des „fideiussionibus“ auf. Im 10. Jahrhundert entwickelte sich das Wort „Bürgschaft“ aus althochdeutsch „burgiscaf“ oder „burgiskaf“ wohl aus der römischen „fideiussio“, ist jedoch nicht diesem Wort entlehnt, sondern zeigt eigene Ursprünge. Werner Ogris zufolge gab es im Mittelalter kaum ein Geschäft, dessen Einhaltung nicht durch Bürgenstellung gesichert werden konnte. Der ab 1221 entstandene Sachsenspiegel erwähnte den Bürgen („Borge“), der um 1275 veröffentlichte Schwabenspiegel ging von der Vererbbarkeit der Bürgschaft aus. Daneben bestand das deutsche Lehnwort Kaution (lateinisch cautio, „Sicherheit, Vorsicht“), aus dem sich (die heute nicht mehr geläufigen Worte) kavieren (Sicherheit oder Bürgschaft leisten) und Kavent (Gewährsmann, Bürge) ableiteten.
Christian Wolff definierte 1754 die „fideiussio“ als Vertrag, „wodurch sich einer demjenigen, welchem ein anderer schon verbunden ist, oder verbunden werden soll, umsonst verbindlich macht, das selbst zu leisten, was der andere leisten sollte, woferne er es nicht thut“. Der Codex Maximilianeus Bavaricus Civilis (CMBC) vom Januar 1756 sah ausdrücklich in § 8 CMBC die Akzessorietät der Bürgschaft vor. Der Verfasser des CMBC, Wiguläus von Kreittmayr, verdeutschte 1765 das römische „fideiussio“ als „Fidejussion“, was sich jedoch nicht durchsetzte. Das Allgemeine Preußische Landrecht (APL) vom Juni 1794 regelte die Bürgschaft ausführlich (I 14 § 200-401 APL) und bezeichnete sie als Sicherheit (I 14 § 200 APL), die in Schriftform abzugeben war (I 14 § 203 APL) und im Regelfall nicht durch eine „Frauensperson“ übernommen werden konnte (I 14 § 226 APL). Die APL stufte sie als akzessorische (I 14 § 251 APL) Haftung des Bürgen ein für den Fall, dass der Schuldner seine Verbindlichkeit nicht erfüllt (I 14 § 257 APL). Im Bürgschaftsfall trat der Bürge in alle Rechte des Gläubigers gegen den Schuldner ein (I 14 § 338 APL), es gab die Mitbürgschaft (I 14 § 378 APL), Rückbürgschaft (I 14 § 380 APL) oder selbstschuldnerische Bürgschaft (I 14 § 393 APL). Das vom Mai 1861 stammende ADHGB erklärte die kaufmännische Bürgschaft zur selbstschuldnerischen Bürgschaft (Art. 281 ADHGB).
In Frankreich regelte ab März 1804 der Code civil (CC) die Bürgschaft (französisch cautionnement) ab Art. 2011 CC, wonach sich der Bürge gegenüber dem Gläubiger verpflichtet, die Schuld des Schuldners zu tilgen, falls dieser sie nicht selbst zahlt. Sie ist akzessorisch (Art. 2013 CC) und vererblich (Art. 2017 CC), es gibt die Mitbürgschaft (Art. 2025 CC), beim Bürgschaftsfall tritt der Bürge in alle Rechte des Gläubigers gegenüber dem Schuldner ein (Art. 2029 CC). Das seit Januar 1811 in Österreich geltende und auf dem römischen Institutionensystem fußende ABGB regelt die Bürgschaft ab § 1344 ABGB. 
Die Bürgschaft setzte sich als Kreditsicherheit im deutschen Bankwesen erst sehr spät durch. Das erste preußische Sparkassengesetz aus dem Jahre 1838 sah als Kreditsicherheit Hypotheken, inländische Staatsanleihen, Pfandbriefe oder „andere völlig sichere“ Anlagen vor. Dem Kölner Bankwesen lag in den 1850er Jahren bei der Industriefinanzierung meist der Blankokredit zugrunde. Im Jahre 1856 erreichten Blankokredite und durch Bürgschaften gesicherte Kredite bei den Sparkassen ein Volumen von 12 Millionen Mark, während durch Verpfändung gesicherte Personalkredite 6 Millionen Mark und Hypothekarkredite (Realkredite) 40 Millionen Mark ausmachten. Dagegen galt bei den Kreditgenossenschaften im Jahre 1904 die Devise ihres Begründers Hermann Schulze-Delitzsch: „Der unentbehrliche Schlussstein bei der Organisation des persönlichen Kredits ist die Bürgschaft“. Im Jahre 1910 lag dem Gesamtkreditvolumen aller Kreditgenossenschaften ein durch Bürgschaften gesicherter Anteil von 77,24 % zugrunde.
Bei den Vorarbeiten zum BGB schlug 1866 die Kommission eine aus Artikel 927 des Dresdner Entwurfs eines Obligationenrechts stammende Legaldefinition zur Bürgschaft vor: „Durch den Bürgschaftsvertrag wird der eine Vertragschließende (Bürge) dem anderen Vertragschließenden, dem Gläubiger eines Dritten, verpflichtet, neben dem Letzteren (Hauptschuldner) für dessen Verbindlichkeit eizustehen.“ Sie ist heute sinngemäß als Legaldefinition in § 765 BGB erhalten geblieben.
Seit März 1911 ist in der Schweiz die Bürgschaft in den Artikeln 492–512 OR geregelt.

## Rechtslage in Deutschland, Österreich und Schweiz
- Deutschland: Bürgschaft (Deutschland)
- Österreich: Bürgschaft (Österreich)
- Schweiz: Bürgschaft (Schweiz)

## Arten
Die Kautelarpraxis hat insbesondere folgende Bürgschaftsarten hervorgebracht:
- Anzahlungsbürgschaft
- Ausbietungsbürgschaft
- Bietungsbürgschaft
- Bürgschaftskette
- Erfüllungsbürgschaft
- Gewährleistungsbürgschaft
- Lieferbürgschaft
- Mietbürgschaft
- Prozessbürgschaft
- Steuerbürgschaft
- Vertragserfüllungsbürgschaft
- Zahlungsbürgschaft
- Zollbürgschaft

Im internationalen Kreditverkehr ist die Bürgschaft zwar teilweise bekannt, doch wird meist die Garantie vorgezogen.